# Henri van der Stok
Gérard Antoine Henri van der Stok (Plantungan, 28 januari 1870 – Den Haag, 2 februari 1946) was een Nederlands marineofficier, beeldhouwer, glaskunstenaar, graficus, schilder en tekenaar.

## Leven en werk
Van der Stok was een zoon van Nicolaas Pieter van der Stok en Johanna Suzanna Kühr. Hij werd geboren op het eiland Java in Nederlands-Indië, waar zijn uit Amsterdam afkomstige vader werkte als officier van gezondheid. Hij studeerde na de HBS aan het Koninklijk Instituut voor de Marine en was van 1889 tot 1903 zeeofficier, laatstelijk als luitenant ter zee der tweede klasse. Hij trouwde in 1902 met Henrina Johanna Elisabeth Werle, ze woonden vanaf 1903 in Den Haag.
Van der Stok volgde lessen bij Philippe Zilcken (1903) en Willem van Konijnenburg (1908), maar was verder als kunstenaar autodidact. Hij schilderde onder meer landschappen en historiestukken en vervaardigde etsen, gravures en litho's. Hij maakte daarnaast beeldhouwwerken, muurschilderingen en glas-in-loodramen. Als glazenier was Van der Stok vooral ontwerper, maar hij voerde ook ramen uit, waarbij hij gebruik maakte van antiekglas. Hij heeft enige tijd gewerkt in de glasateliers van Jan Schouten en Liefkes. Zijn ramen hebben vaak een geometrisch patroon met gestileerde geschilderde figuren.
Hij nam onder andere deel aan een tentoonstelling van de vereniging St. Maarten in Utrecht (1920), de Exposition Internationale des Arts Décoratifs et Industriels modernes (1925) in Parijs, de Nederlandsche Nijverheidstentoonstelling (1928) in Rotterdam en de wereldtentoonstellingen in New York (1934) en Brussel (1935). In Utrecht won hij een zilveren medaille voor zijn houtsneden, in Parijs drie gouden medailles voor een wandschildering en gobelins. Hij werd na Parijs bovendien met Theodoor van Lelyveld benoemd tot Officier de l'Instruction Publique.
Hij was bestuurslid bij de Haagse Kunstkring, secretaris van de Pulchri Studio, mede-oprichter en vicevoorzitter van de Haagsche Federatie van Beeldende Kunstenaarsverenigingen en mede-oprichter en voorzitter van de Vereeniging tot Bevordering der Grafische Kunst 'De Grafische'. In 1940 werd hij benoemd tot ridder in de Orde van Oranje-Nassau.
Van der Stok overleed een aantal dagen na zijn 76e verjaardag.

## Werken (selectie)
- 1923 ontwerp herdenkingsbord 25-jarig regeringsjubileum koningin Wilhelmina, voor Société Céramique, Maastricht
- 1926 raam voor De Bijenkorf in Den Haag, met achtpuntige ster[6]
- 1927 ramen voor het kantoor van het Indisch Pensioenfonds Koloniale Landsdienaren in Den Haag
- 1928 twaalf ramen voor de Hervomde kerk in Cillaarshoek
- 1929 vijf ramen voor het stadhuis van Schoonhoven
- 1931 zes wandschilderingen in de bibliotheek van de Technische Hogeschool in Delft
- 1931? gobelins in de salon van de Dempo van de Rotterdamsche Lloyd
- 1931 raam 'Openbaring van Johannes' voor de Nieuwe Kerk in Delft[7]
- 1941 raam 'geboorte van Christus' voor de Herv. Dorpskerk in Wassenaar
- glasmozaïek in de chapelle ardente van het Rode Kruis Ziekenhuis, Den Haag

## Afbeeldingen

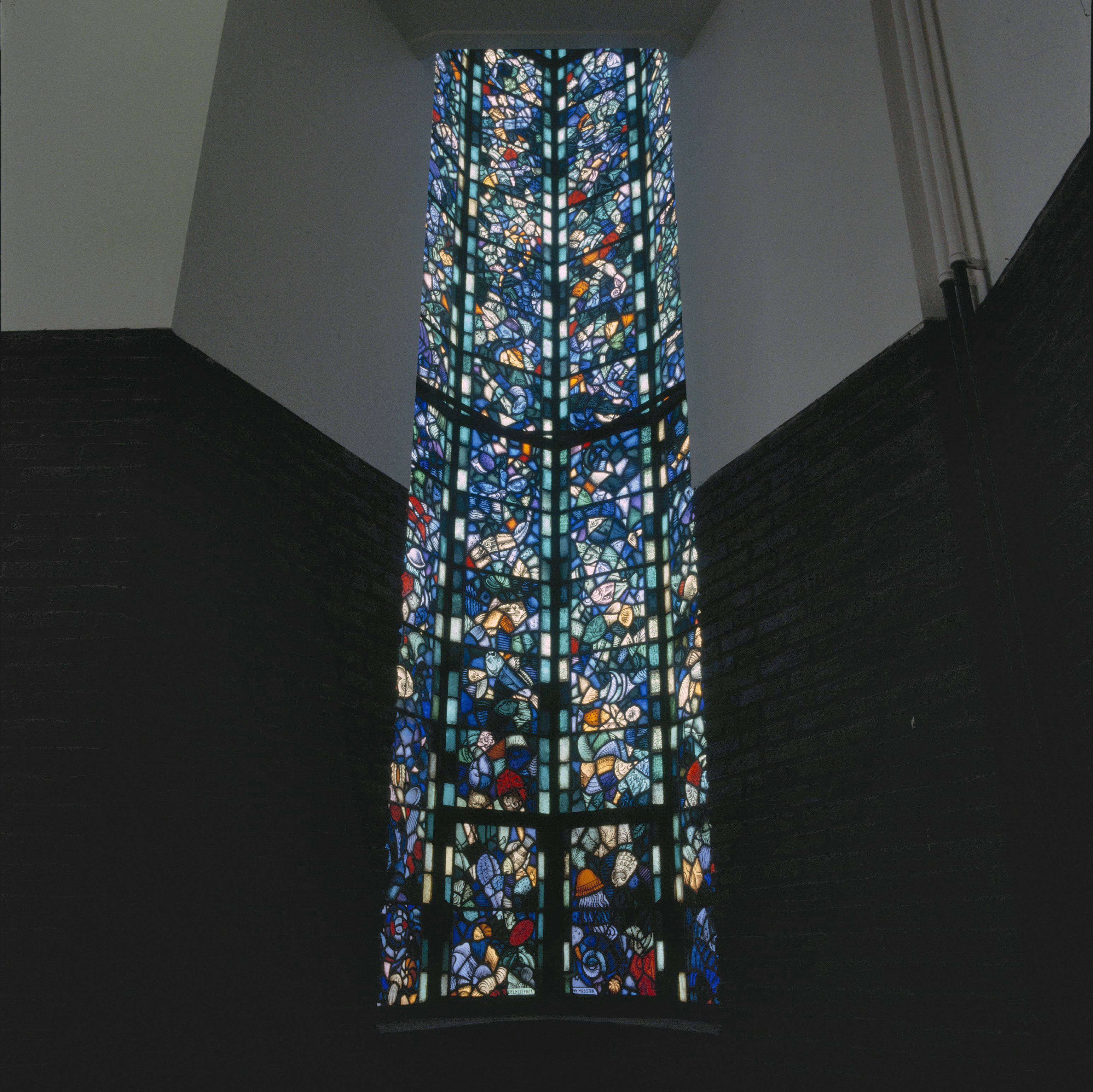
Trappenhuis Pensioenfonds
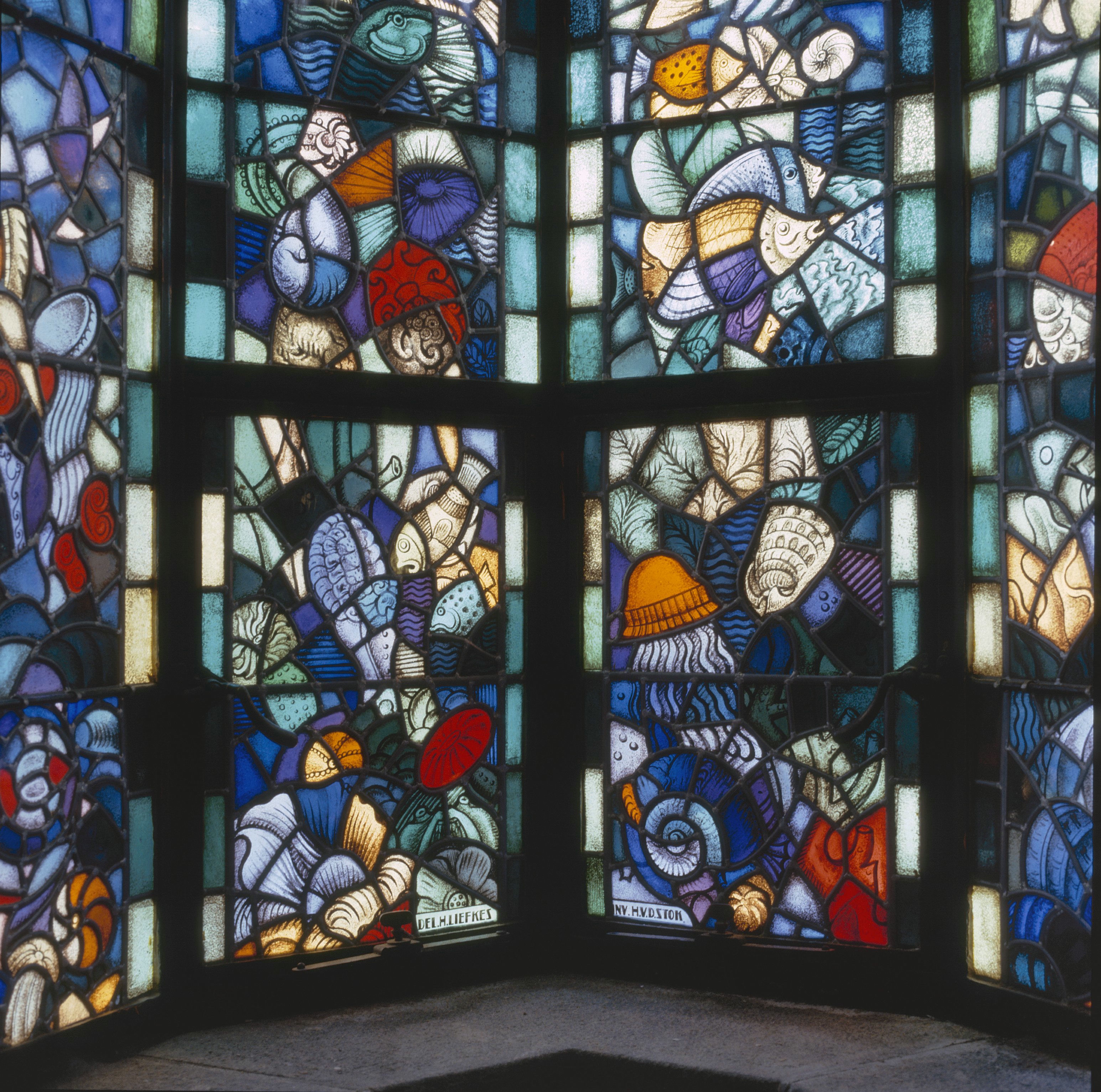
Trappenhuis Pensioenfonds (detail)
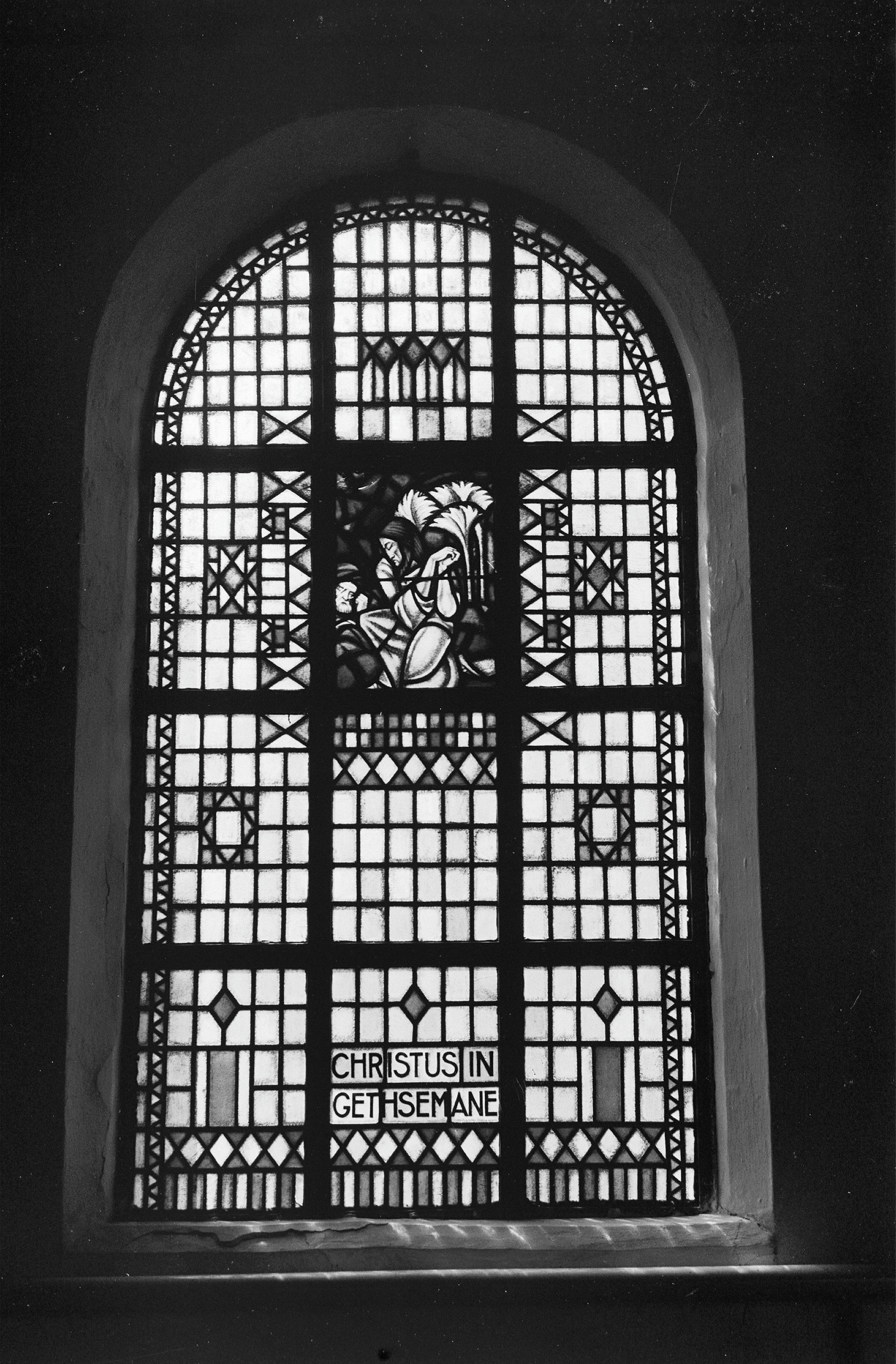
Kerk Cillaarshoek
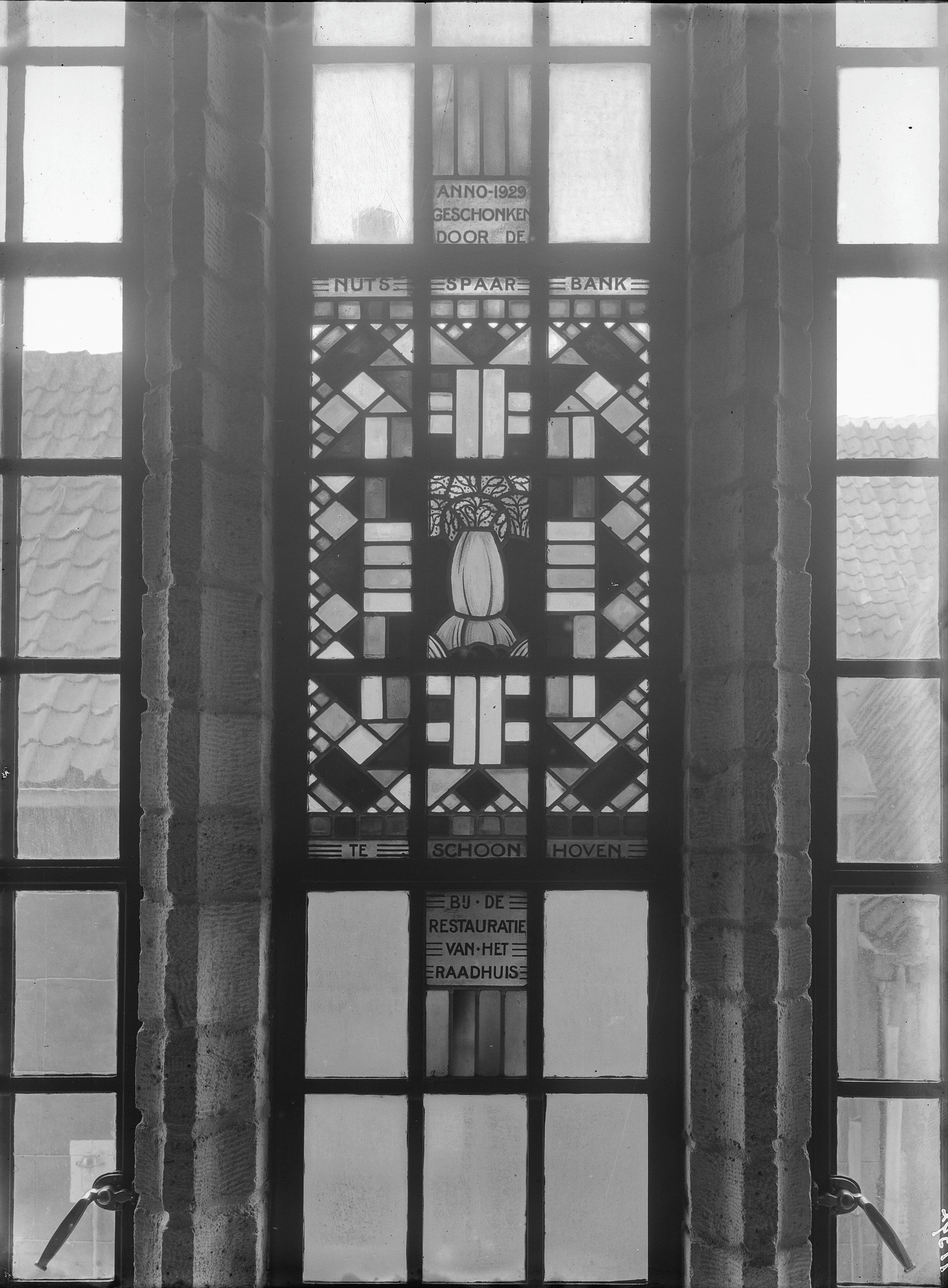
Raadhuis Schoonhoven

## Werk in openbare collecties (selectie)
- Museum Boijmans Van Beuningen
- Drents Museum
- Frans Hals Museum
- Rijksmuseum Amsterdam
- Stadsarchief Delft